# Andy Wilman
Andrew Neville Wilman (n. 16 august 1962, Glossop, Anglia, Regatul Unit) este un producător de televiziune englez care este cel mai bine cunoscut ca fost producător executiv al emisiunii Top Gear, din 2002 până în 2015, precum și ca producător executiv al The Grand Tour. El a fost responsabil pentru o mare parte din stilul și umorul serialului, alături de Jeremy Clarkson. El a prezentat, de asemenea, segmente din originalul Top Gear.